# Fleetwings BT-12 Sophomore
Fleetwings Model 23 là một loại máy bay huấn luyện quân sự do hãng Fleetwings chế tạo trong thập niên 1940. Không quân Lục quân Hoa Kỳ sử dụng loại máy bay này với tên gọi BT-12.

## Biến thể
Model 23
XBT-12
BT-12

## Quốc gia sử dụng
Hoa Kỳ
Không quân Lục quân Hoa Kỳ

## Tính năng kỹ chiến thuật (BT-12)
Dữ liệu lấy từ The Illustrated Encyclopedia of Aircraft (Part Work 1982-1985), 1985, Orbis Publishing
Đặc điểm tổng quát
- Kíp lái: 2
- Chiều dài: 29 ft 2 in (8.89 m)
- Sải cánh: 40 ft 0 in (12.19 m)
- Chiều cao: 8 ft 8 in (2.64 m)
- Diện tích cánh: 240.40 ft2 (22.33 m2)
- Trọng lượng rỗng: 3173 lb (1439 kg)
- Trọng lượng có tải: 4410 lb (2000 kg)
- Động cơ: 1 × Pratt & Whitney R-985-AN-1 Wasp Junior, 450 hp (336 kW)

Hiệu suất bay
- Vận tốc cực đại: 195 mph (314 km/h)
- Tầm bay: 550 dặm (885 km)
- Trần bay: 23.800 ft (7255 m)